# بخش پالامو
بخش پالامو (به انگلیسی: Palamu district) یک منطقهٔ مسکونی در هند است که در Palamu division واقع شده‌است. بخش پالامو ۵٬۰۴۴ کیلومتر مربع مساحت و ۱٬۹۳۹٬۸۶۹ نفر جمعیت دارد.